# 割石温泉
割石温泉（わりいし おんせん）は、日本の岐阜県飛騨市神岡町割石にある温泉。1976年（昭和51年）11月2日、掘削自噴によって発見された。

## 歴史
金属鉱業事業団による鉱脈の調査ボーリング中であった1976年（昭和51年）11月2日に地下850mから41℃の温泉（硫黄泉）が湧出し、地域住民（当時の神岡町民）の保養と憩いの場を目的として共同浴場（老人福祉センター 割石温泉）が1980年（昭和55年）1月26日に設立され、同日に施設の竣工式を行い、同年1月27日にオープンした。施設は1982年（昭和57年）9月より増築工事に入り、1983年（昭和58年）5月9日より増築のため休館し、同年6月23日に竣工式、同年6月24日に再オープンした（ロビー、浴室が2倍に拡張）。定期バスによりアクセスが容易であるため、町内外から家族連れや各種の団体が訪れる。
源泉が断層帯の上に存在するため、群発地震や大規模地震の際、湧出量や温度に影響が出やすい。1991年（平成3年）から岐阜大学によって計器類が設置され、湧出量・温度等の計測が行われており、2007年（平成19年）の能登半島地震の後にも湧出量と湯温の変化が報告されている。また、2011年（平成23年）に起きた東北地方太平洋沖地震（東日本大震災）の際は、地震発生の2分後から3分後までの間、湧出量が大きく変動し、その後5分で落ち着いたが、地震前の毎分45Lから63.5Lに増えた。湯温は40℃から42℃に上昇し、その後も下がっていない。

## 入浴施設と宿泊施設
温泉入浴施設は日帰り入浴施設（老人福祉センター 割石温泉）が一軒あるのみで、温泉を利用した宿泊施設は存在しない。先の日帰り入浴施設は地域の公民館のような役割も持っているため、休憩室・食堂などの一般的施設以外に図書室やゲートボール場を備えている。
宿泊施設は、飛騨市の神岡町域（旧・神岡町域）に形成されている温泉街や近隣地域の温泉街、および、神岡町域と近隣地域のキャンプ場にある。

## 泉質
- 泉質：単純硫黄泉 [5]
- 湧出量：毎分63.5リットル [1]
- 源泉温度：摂氏40度（大規模地震の後、上昇する場合があり、東北地方太平洋沖地震後は摂氏42度に上昇している）
- 発見：掘削自噴
- 効能：神経痛・リウマチ・運動器障害、神経マヒ、神経症など[4]（※いずれも効能はその効果を万人に保証するものではない）

## アクセス
- 路線バス：濃飛バスおよび飛騨市巡回バスで、割石温泉バス停下車。